# Kardyf
Kardyf (od ang. Cardiff – miasto w Walii) – gatunek angielskiego węgla kamiennego, który odznacza się wysokim przewodnictwem cieplnym i łatwopalnością, używany głównie na statkach.